# Alberto Alava Montenegro
Alberto Alava Montenegro (Colombia, Siglo XX- Bogotá, 20 de agosto de 1982) fue un abogado y profesor colombiano.

## Biografía
Fue profesor de la Facultad de Ciencias Económicas de la Universidad Nacional y de la Universidad Libre. Usaba el cine en los procesos de formación y fomentaba el pensamiento crítico. Ejerció como abogado defensor de presos políticos, hacia parte del Comité de Solidaridad con los Presos Políticos (CSPP), fue detenido y torturado en varias ocasiones por autoridades militares, como en mayo de 1979, que fue documentada en el primer informe que Amnistía Internacional hizo sobre Colombia. Llevaba también el caso de desaparición de once estudiantes de la Universidad Nacional.
Estaba amenazado por el grupo paramilitar del Muerte a Secuestradores (MAS), y había sido víctima de un intento de homicidio donde resultó un estudiante herido. Por ese motivo viajó temporalmente a Perú y preparaba exiliarse en Canadá con su esposa María Eugenia de Alava y sus tres hijos.

## Asesinato
Fue asesinado con dos disparos, cuando llegaba a su residencia en un edificio cerca a la entrada de la Calle 26 de la Universidad Nacional de Colombia.
Al día siguiente de su asesinato fue velado en el Auditorio León de Greiff y se realizó una marcha de por lo menos 15.000 personas acompañaron su sepelio.
Su muerte hace parte de los hechos de violencia en la Universidad Nacional en el marco del conflicto armado interno de Colombia.